# 기성 오청원
기성 오청원(吳淸源: The Go Master)은 중국에서 제작된 톈좡좡 감독의 2006년 드라마 영화이다. 장첸 등이 주연으로 출연하였다.

## 출연

### 주연
- 장첸
- 실비아 창

### 조연
- 카가와 테루유키
- 이설건
- 마쓰자카 게이코
- 미나미 카호
- 니시나 타카시
- 에모토 아키라
- 후지 아키
- 후와 만사쿠
- 이노우에 타카유키
- 이토 아유미
- 노무라 히로노부
- 오모리 나오
- 신백청

## 제작진
- 미술: 와다 에미
- 의상: 와다 에미